# Gbolahan Salami
Fuad Gbolahan Salami (* 15. April 1991 in Lagos) ist ein nigerianischer Fußballspieler.

## Karriere

### Verein
Gbolahan Salami begann seine Karriere in Nigeria und durchlief dort die Mannschaften Sunshine Stars FC, Shooting Stars FC und Warri Wolves FC, bevor er auf Leihbasis zu FK Roter Stern Belgrad wechselte.
Zur Saison 2016/17 wechselte er in die erste finnische Liga zu Kuopion PS und blieb dort zwei Spielzeiten (22 Tore in 57 Meisterschaftseinsätzen).
Nach einem weiteren Aufenthalt in der ersten kasachischen Liga bei Ertis Pawlodar mit vier Toren in 17 Spielen, wechselte Salami zum türkischen Ägäisklub Denizlispor. Nach nur wenigen Tagen verließ er den Verein, da er laut eigener Aussage das vereinbarte Handgeld nicht erhalten habe. In gegenseitigem Einverständnis wurde der Vertrag wieder aufgelöst.

### Nationalmannschaft
Salami lief für die nigerianische U-20- und U-23-Fußballnationalmannschaft auf, bevor er im Jahr 2014 zu seinem Debüt in der nigerianischen Fußballnationalmannschaft kam.